# Bertil Alving
Bertil Gunnar Alving, född 14 maj 1952 i Mönsterås, är en svensk ljudtekniker och producent.
Alving är en av Sveriges mest kända och välrenommerade inspelningstekniker och har gjort hundratals inspelningar; många med körmusik. Han började sin bana som orgelbyggare och organist, men övergick sedan till musikproduktion. Han har bland annat arbetat för skivbolaget Proprius. Sedan 2007 har Alving gjort flera inspelningar för Ictus Musikproduktion.
Hans inspelning av Cantate Domino med Oscars motettkör för Proprius 1976 (inspelad med en Revox A77 rullbandspelare och två Pearl TC4-mikrofoner) räknas som en av världens bästa inspelningar av klassisk musik och har ofta använts som referensinspelning.
Bertil Alving äger företaget Sound Workshop Bertil Alving Ljudproduktion.